# Osmond D’Avigdor-Goldsmid
Osmond Elim d’Avigdor-Goldsmid, 1. Baronet (* 9. August 1877 in Wien; † 14. April 1940 in London) war ein britischer Politiker.

## Leben und Tätigkeit
Osmond d’Avigdor-Goldsmid war ein Sohn des Elim Henry D’Avigdor und ein Enkel von Graf Henri Salomon d'Avigdor, Herzog von Acquaviva. Er entstammte dem britischen Zweig einer prominenten, mehrfach geadelten Bankiersfamilie aus Nizza. 1896 fügte er den Familiennamen seiner Mutter seinem Nachnamen hinzu, als er den Besitz von Sir Julian Goldsmid erbte.
D’Avigdor-Goldsmid wurde in Harrow und an der Trinity Hall der Universität Cambridge ausgebildet. Am Ersten Weltkrieg nahm er als Oberstleutnant teil.
1929 wurde er zum stellvertretenden Vorsitzenden der Kent County Territorial Forces Association gewählt. Zudem gehörte er von 1910 bis 1936 dem Kent County Council an. Des Weiteren war er seit 1909 stellvertretender Vorsitzender der Tonbridge Conservative and Unionist Association.
Von 1921 bis 1926 amtierte D’Avigdor-Goldsmid als Präsident der Anglo-Jewish Association und von 1926 bis 1933 als Präsident der Vertretungskörperschaft.
Zwischen 1934 und 1939 bekleidete D’Avigdor-Goldsmid zudem den Posten des Präsidenten der Jewish Colonisation Association sowie der Britischen Sektion der Jewish Agency.
1934 wurde D’Avigdor-Goldsmid als Baronet in den Adelsstand erhoben.
Ende der 1930er Jahre wurde D’Avigdor-Goldsmid von den Polizeiorganen des nationalsozialistischen Deutschlands aufgrund seiner Stellung als führende Persönlichkeit der jüdischen Gemeinde in Großbritannien als wichtige Zielperson eingestuft. Im Frühjahr 1940 setzte das Reichssicherheitshauptamt in Berlin ihn dann auf die Sonderfahndungsliste G.B., ein Verzeichnis von Personen, die im Falle einer erfolgreichen deutschen Invasion Großbritanniens durch die Sonderkommandos der SS-Einsatzgruppen mit besonderer Priorität ausfindig gemacht und verhaftet werden sollten.

## Familie
1907 heiratete D’Avigdor-Goldsmid Alice Landau. Nach seinem Tod erbte sein Sohn Herny D’Avigdor-Goldsmid seinen Adelstitel.